# Sybra subproximatoides
Sybra subproximatoides là một loài bọ cánh cứng trong họ Cerambycidae.